# تجمع وادي العقيق (حجر)

تعديل مصدري - تعديل

تجمع وادي العقيق هي إحدى قرى عزلة الجول بمديرية حجر التابعة لمحافظة حضرموت، بلغ تعداد سكانها 14 نسمة حسب تعداد اليمن لعام 2004.